# داوند
داوند هي قرية في مقاطعة ميانة، إيران. عدد سكان هذه القرية هو 221 في سنة 2006.